# Đại học quốc lập Sư phạm Đài Loan
Đại học quốc lập Sư phạm Đài Loan (tiếng Trung: 國立臺灣師範大學; Hán-Việt: Quốc lập Đài Loan Sư phạm Đại học; bính âm: Guólì Táiwān Shīfàn Dàxué; tiếng Anh: National Taiwan Normal University, viết tắt NTNU) là một đại học quốc gia toàn diện tại Đài Bắc và Tân Bắc, Đài Loan. Đây là trường đại học hàng đầu chuyên về nhân văn tại Đài Loan. Tiền thân của đại học này là một trường sư phạm.
NTNU cùng với Đại học quốc lập Đài Loan và Đại học quốc lập Khoa học và Công nghệ Đài Loan hợp thành Hệ thống Đại học quốc gia Đài Loan. NTNU là thành viên của Liên minh Học thuật Đại học Đài Loan, Liên minh Quốc tế các Trường Đại học Giáo dục Đông Á, Liên minh Đại học Phát triển Giáo dục Nhân tài và Hiệp hội Thúc đẩy Trường Đại học Kinh doanh.
Hằng năm, NTNU tuyển khoảng 17.000 sinh viên. Có khoảng 1.600 sinh viên là du học sinh và 1.000 sinh viên là Hoa kiều theo học các chương trình dự bị.
Năm 2023, NTNU được xếp hạng thứ 431 bởi Bảng xếp hạng đại học thế giới Quacquarelli Symonds, hạng 501–600 bởi Xếp hạng đại học thế giới Times Higher Education, và hạng 1049 bởi U.S. News & World Report. NTNU nằm trong top 50 thế giới ở bốn lĩnh vực giáo dục, ngôn ngữ học, thể thao, và quản lý thư viện và thông tin.
Trung tâm Nghiên cứu và Kiểm tra Tâm lý và Giáo dục (RCPET) tại NTNU chịu trách nhiệm tổ chức Chương trình Đánh giá Toàn diện cho Học sinh Trung học Đệ nhất cấp hàng năm của Đài Loan. NTNU cũng là cơ quan triệu tập của Ủy ban Thực hành Tuyển sinh Đại học Đài Loan, chịu trách nhiệm tổ chức các kỳ thi thực hành trong các lĩnh vực nghệ thuật, âm nhạc và giáo dục thể chất nhằm phục vụ tuyển sinh đại học và cao đẳng trên khắp Đài Loan. Trung tâm Đào tạo Hoa ngữ là cơ sở giảng dạy tiếng Trung lâu đời nhất và lớn nhất ở Đài Loan. Kỳ thi TOCFL được điều hành bởi Ủy ban Điều phối Kiểm tra Năng lực Hoa ngữ (SC-TOP) tại NTNU.